# شعب الزاهر (إب)

تعديل مصدري - تعديل

شعب الزاهر محلة تابعة لقرية القرات، التابعة لعزلة بلادشار بمديرية إب إحدى مديريات محافظة إب في الجمهورية اليمنية.، بلغ تعداد سكانها 87 حسب تعداد اليمن لعام 2004.